# National Society of Film Critics Award per il miglior documentario
Il National Society of Film Critics Award per il miglior documentario (National Society of Film Critics Award for Best Non-Fiction Film) è un premio cinematografico assegnato al film documentario o comunque non di finzione votato dai membri dalla National Society of Film Critics (NSFC) come il migliore dell'anno.
È stato consegnato annualmente dal 1985.

## Vincitori
I vincitori del premio sono indicati in grassetto a fianco della rispettiva annata di premiazione:

### Anni 1980
- 1985: Stop Making Sense, regia di Jonathan Demme
- 1986: Shoah, regia di Claude Lanzmann
- 1987: Marlene, regia di Maximilian Schell
- 1988: non assegnato
- 1989: La sottile linea blu (The Thin Blue Line), regia di Errol Morris

### Anni 1990
- 1990: Roger & Me, regia di Michael Moore
- 1991: Berkeley in the Sixties, regia di Mark Kitchell
- 1992: Paris Is Burning, regia di Jennie Livingston
- 1993: American Dream, regia di Barbara Kopple
- 1994: Visions of Light, regia di Arnold Glassman, Todd McCarthy e Stuart Samuels
- 1995: Hoop Dreams, regia di Steve James
- 1996: Crumb, regia di Terry Zwigoff
- 1997: Quando eravamo re (When We Were Kings), regia di Leon Gast
- 1998: Fast, Cheap & Out of Control, regia di Errol Morris
- 1999: The Farm: Angola, USA, regia di Liz Garbus, Wilbert Rideau e Jonathan Stack

### Anni 2000
- 2000: Buena Vista Social Club, regia di Wim Wenders
- 2001: The Life and Times of Hank Greenberg, regia di Aviva Kempner
- 2002: La vita è un raccolto (Les Glaneurs et la Glaneuse), regia di Agnès Varda
- 2003: Standing in the Shadows of Motown, regia di Paul Justman
- 2004: Essere e avere (Être et avoir), regia di Nicolas Philibert
- 2005: Tarnation, regia di Jonathan Caouette
- 2006: Grizzly Man, regia di Werner Herzog
- 2007: Una scomoda verità (An Inconvenient Truth), regia di Davis Guggenheim
- 2008: No End in Sight, regia di Charles Ferguson
- 2009: Man on Wire - Un uomo tra le Torri (Man on Wire), regia di James Marsh

### Anni 2010
- 2010: Les Plages d'Agnès, regia di Agnès Varda
- 2011: Inside Job, regia di Charles Ferguson
- 2012: Cave of Forgotten Dreams, regia di Werner Herzog
- 2013: The Gatekeepers - I guardiani di Israele (Shom'rei ha-saf), regia di Dror Moreh
- 2014: 
  - At Berkeley, regia di Frederick Wiseman
  - L'atto di uccidere (Jagal), regia di Joshua Oppenheimer
- 2015: Citizenfour, regia di Laura Poitras
- 2016: Amy, regia di Asif Kapadia
- 2017: O.J.: Made in America, regia di Ezra Edelman
- 2018: Visages villages, regia di Agnès Varda e JR
- 2019: Minding the Gap, regia di Bing Liu

### Anni 2020
- 2020: Honeyland (Medena zemja), regia di Tamara Kotevska e Ljubomir Stefanov
- 2021: Time, regia di Garrett Bradley
- 2022: Flee (Flugt), regia di Jonas Poher Rasmussen
- 2023: Tutta la bellezza e il dolore (All the Beauty and the Bloodshed), regia di Laura Poitras
- 2024: Menus-Plaisirs - Les Troisgros, regia di Frederick Wiseman
- 2025: No Other Land, regia di Basel Adra, Hamdan Ballal, Yuval Abraham e Rachel Szor